# Oanh đuôi trắng
Oanh đuôi trắng hay Cổ đỏ đuôi trắng (tên khoa học: Myiomela leucura) là một loài chim trong họ Muscicapidae.

## Phân loài
Ghi nhận theo World Bird Names của IOC World Bird List.
- M. l. leucura (Hodgson, 1845): Trung và đông Himalaya tới trung Trung Quốc, Myanmar, trung Đông Dương, bán đảo Mã Lai.
- M. l. montium Swinhoe, 1864: Đài Loan.
- M. l. cambodiana (Delacour & Jabouille, 1928): Đông nam Thái Lan và Campuchia. Sách đỏ IUCN tra cứu ngày 22/10/2019 vẫn công nhận Myiomela cambodiana như là một loài riêng biệt.[7]

## Hình ảnh

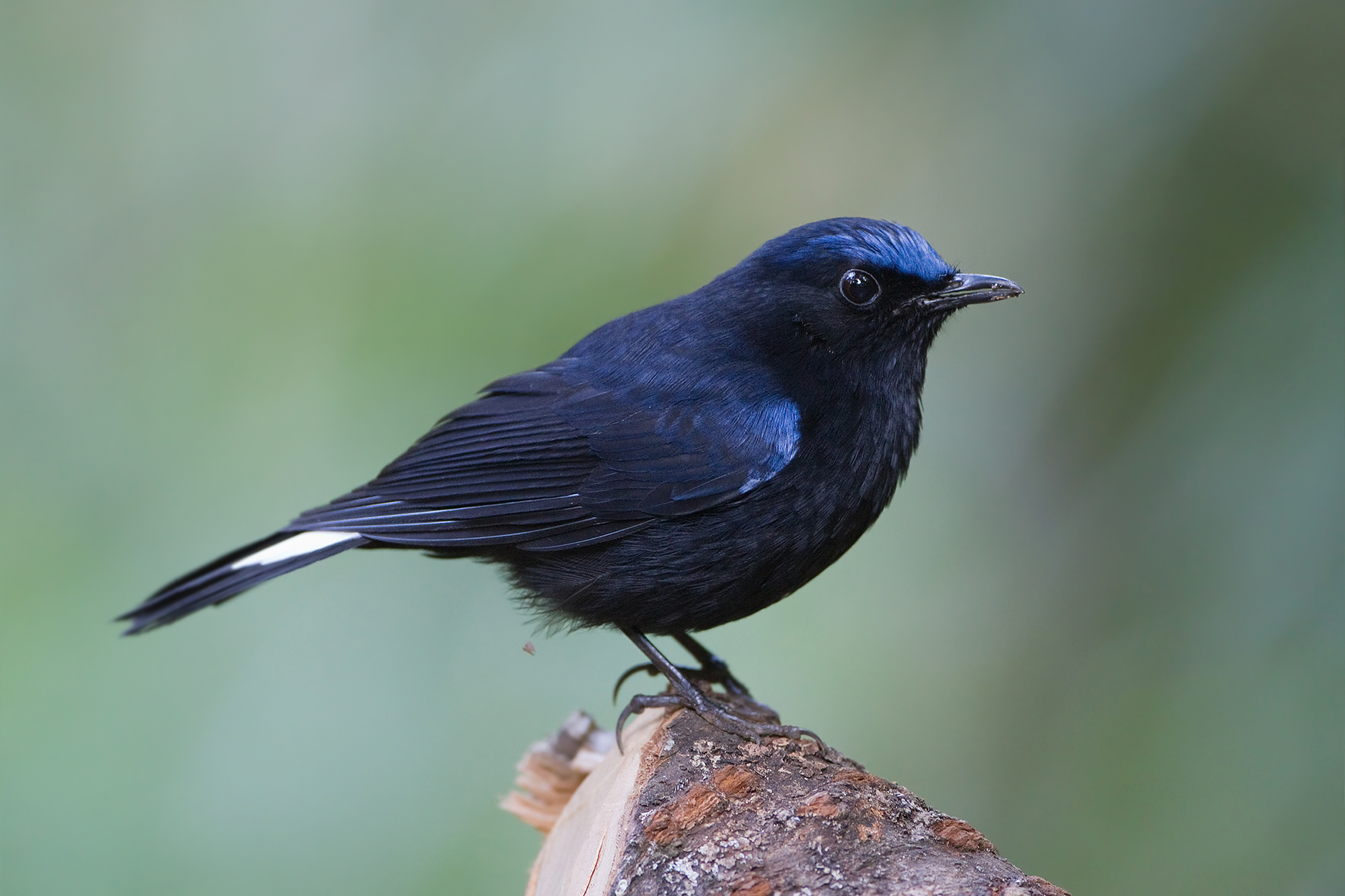
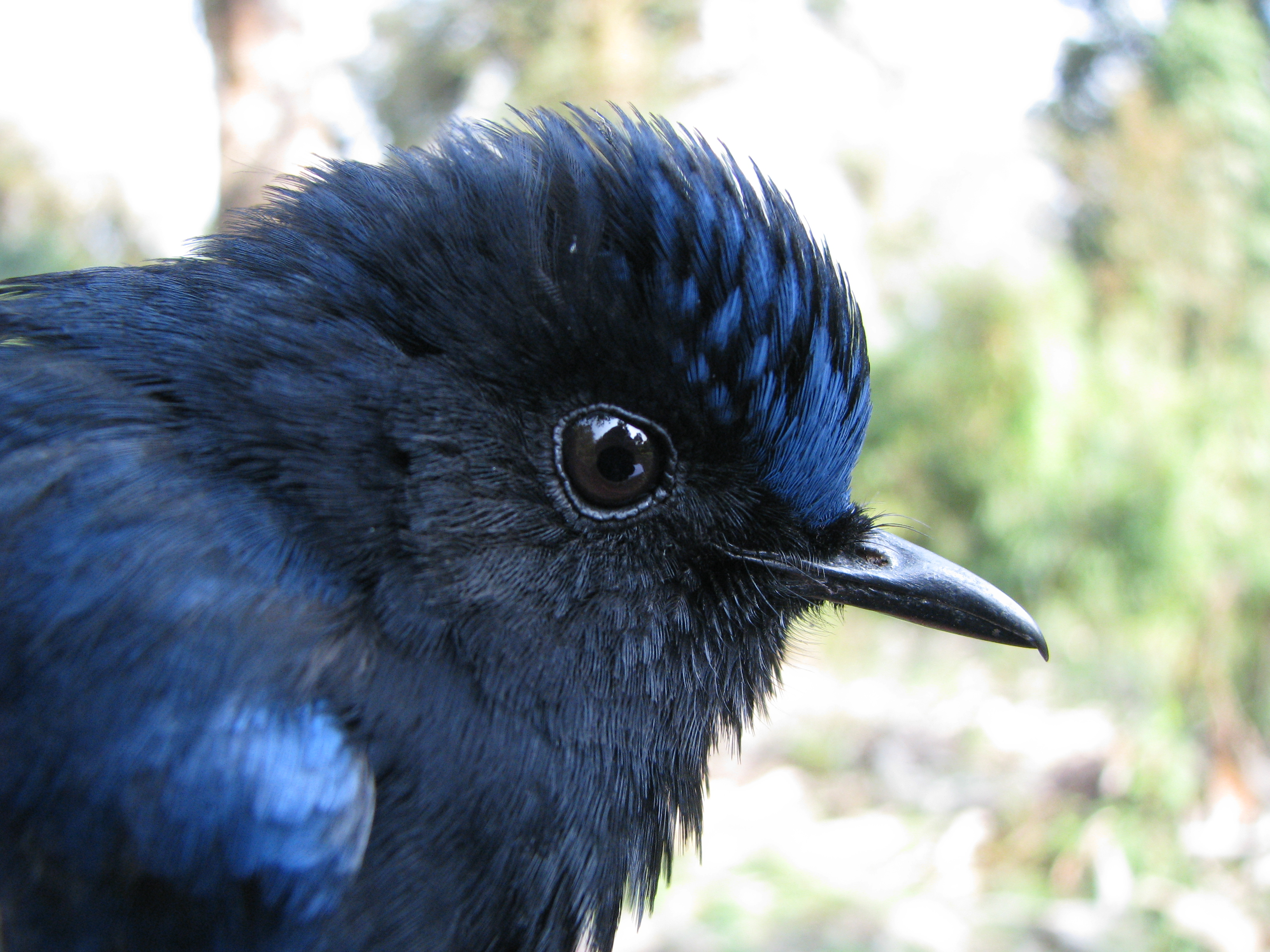